# Agrias semialosi
Agrias semialosi är en fjärilsart som beskrevs av Le Moult 1931. Agrias semialosi ingår i släktet Agrias och familjen praktfjärilar. Inga underarter finns listade i Catalogue of Life.